# Вимпел Воєнних заслуг

Вимпел Воєнних заслуг

Вимпел Воєнних заслуг (нім. Kriegsverdienstwimpel) — військова нагорода Третього Рейху, заснована 16 травня 1941 року Адольфом Гітлером для нагородження капітанів кораблів, які не належали до крігсмаріне.
Вимпел не має нічого спільного із Хрестом Воєнних заслуг.

## Опис
Червоний вимпел із круглим білим полем, на якому зображений Залізний хрест 1-го класу, оточений вінком із дубового листя. Над хрестом зображений орел вермахту. Параметри вимпела залежали від типу судна:
| Тип корабля                           | Тип корабля      | Довжина, см | Максимальна ширина, см |
| ------------------------------------- | ---------------- | ----------- | ---------------------- |
| Човен                                 | Човен            | 35          | 20                     |
| Корабель із загальною водотоннажністю | до 500 брт       | 65          | 40                     |
| Корабель із загальною водотоннажністю | до 2500 брт      | 120         | 70                     |
| Корабель із загальною водотоннажністю | до 10 000 брт    | 170         | 100                    |
| Корабель із загальною водотоннажністю | понад 10 000 брт | 250         | 150                    |

Відношення між шириною і довжиною становило 3:5. Розміри кола, хреста , орла і вінка залежали від ширини і довжини.

## Умови нагородження
Капітани мали право на отримання вимпела, якщо:
- служили на судні, що не належало крігсмаріне;
- судно, весь його екіпаж і сам капітан брали участь у бойових діях (наприклад, у прориві морської блокади);
- дії капітана, екіпажу і судна були корисними для ведення війни.

Подання про нагородження здійснював Головнокмандувач ВМС, рішення приймав рейхсміністр транспорту. Нагороджений купував вимпел за свій рахунок, пред'являючи сертифікат на володіння нагородою.
Вимпел кріпився на носі судна поруч із державним прапором (якщо такий висів). Нагороджений мав право кріпити вимпел на будь-якому судні, на якому служив. Несанкціоноване кріплення вимпела, а також його використання на суші (наприклад, кріплення до автомобіля) заборонялось.

## Відомі нагороджені
- Пауль Гелльман
- Петер Грау